# Накамура, Тадаси (футболист)
Тадаси Накамура (яп. 中村 忠 Накамура Тадаси, род. 10 июня 1971, Мидзухо) — японский футболист и тренер.

## Карьера
На протяжении своей футбольной карьеры выступал за клубы «Верди Кавасаки», «Урава Ред Даймондс», «Киото Пёрпл Санга».

## Национальная сборная
С 1995 по 1998 год сыграл за национальную сборную Японии 16 матчей.

## Статистика за сборную
| Сборная Японии | Сборная Японии | Сборная Японии |
| Год            | Матчи          | Голы           |
| -------------- | -------------- | -------------- |
| 1995           | 3              | 0              |
| 1996           | 4              | 0              |
| 1997           | 8              | 0              |
| 1998           | 1              | 0              |
| Итого          | 16             | 0              |

## Достижения

### Командные
- Джей-лиги: 1991/92, 1993, 1994
- Кубок Императора: 1996, 2002
- Кубок Джей-лиги: 1992, 1993, 1994